# Карл фон Ле Сьюр
Карл Ганс Максиміліан фон Ле Сюр (нім. Karl Hans Maximilian von Le Suire; 8 листопада 1898, Унтервессен, Німецька імперія — 18 червня 1954, біля Сталінграда, РРФСР) — німецький воєначальник, генерал гірсько-піхотних військ. Кавалер Лицарського хреста Залізного хреста.
Воєнний злочинець, відповідальний за злочини в Калавриті.

## Біографія
Учасник Першої світової війни, після завершення якої служив у фрайкорі. Після розпуску фрайкора продовжив службу в рейхсвері.
З 1 квітня 1943 по 10 липня 1944 року — командир 117-ї єгерської дивізії. У листопаді 1943 року дивізія розпочала (нім.Unternehmen Kalavryta) з метою оточити партизанів, що діяли в околицях міста.
Під час операції деякі німецькі солдати були вбиті, а 77 з них взяті в полон. Грецькі повстанці розстріляли всіх полонених, тому Ле Сьюр вирішив відреагувати жорстокими масовими репресіями. Вони почалися з прибережної зони Ахаї, на півночі Пелопоннесу, просувались далі півостровом, заглиблюючись у гори, спалюючи цілі поселення та знищуючи їхніх мешканців. До приходу в Калавриту німці розстріляли 143 особи та спалили близько тисячі будинків у 50 селах.
Увійшовши в Калавриту, німці замкнули всіх жінок і дітей віком до 12 років у школі, а також зібрали все чоловіче населення старше 12 років на пагорбі над містом. Тут же відбулися масові розстріли. За різних обставин змогло врятуватися тільки 12 чоловік. Потім німці підпалили місто, але жінкам і дітям вдалося вирватися з вогню й укритися в горах. У цілому в ході каральної операції тільки в Калавриті за один день 13 грудня 1943 року вбито 1 200 осіб. Наступного дня німці підпалили Монастир Святої Лаври, який одного разу вже спалювали турки під час визвольної війни Греції 1821—1829 років.
З 5 серпня 1944 по 8 травня 1945 року — командир 49-го гірського корпусу. В кінці Другої світової війни потрапив у радянський полон, де і помер.

## Звання
- Фанен-юнкер (1 грудня 1916)
- Фанен-юнкер-унтерофіцер (1 жовтня 1917)
- Фенріх (21 грудня 1917)
- Лейтенант (31 березня 1918)
- Оберлейтенант (31 липня 1925)
- Гауптман (1 травня 1933)
- Майор (1 жовтня 1936)
- Оберстлейтенант генштабу (11 квітня 1939)
- Оберст генштабу (1 грудня 1941)
- Генерал-майор (30 квітня 1943)
- Генерал-лейтенант (1 січня 1944)
- Генерал гірсько-піхотних військ (1 жовтня 1944)

## Нагороди
- Залізний хрест 2-го класу (28 березня 1918)
- Нагрудний знак «За поранення» в чорному (28 жовтня 1918)
- Орден «За заслуги» (Баварія) 4-го класу з мечами (17 листопада 1918)
- Залізний хрест 1-го класу (19 грудня 1921)
- Військова медаль 1914/1918 Союзу Киффгойзера (31 грудня 1921)
- Почесний хрест ветерана війни з мечами (29 грудня 1934)
- Медаль «За вислугу років у Вермахті» 4-го, 3-го і 2-го класу (18 років)
- Медаль «У пам'ять 13 березня 1938 року»
- Застібка до Залізного хреста 2-го і 1-го класу (13 вересня 1939) — як оберст-лейтенант і начальник генштабу 30-ї піхотної дивізії; отримав 2 нагороди одночасно.
- Медаль «У пам'ять 1 жовтня 1938» (11 січня 1940)
- Орден Хреста Свободи 2-го класу з мечами (Фінляндія) (26 жовтня 1941) — як оберст-лейтенант і начальник генштабу гірського корпусу «Норвегія».
- Німецький хрест в золоті (25 квітня 1942) — як оберст-лейтенант і начальник генштабу гірського корпусу «Норвегія».
- Медаль «За зимову кампанію на Сході 1941/42» (1 травня 1942)
- Кубанський щит (1 жовтня 1944)
- Відзначений у Вермахтберіхт (17 жовтня 1944)
- Лицарський хрест Залізного хреста (26 листопада 1944)